# Доріс Карева
Доріс Карева (ест. Doris Kareva; *28 листопада 1958, Таллінн) — естонська поетеса, перекладачка, журналістка, редакторка та письменниця.

## Життєпис
Народилася в Таллінні в родині композитора Хіллара Карева. Вивчала англійську мову та літературу в Тартуському університеті, почала писати вірші в 1960-х. 
У 1978—1993 роках працювала коректоркою естонського культурного тижневика Sirp, а в 1997—2002 роках була літературною редакторкою. 1992—2008 — генеральна секретарка Естонської національної комісії у справах ЮНЕСКО.
Поезії Кареви перекладено 18 мовами. Естонською вона перекладала, серед інших авторів, Шекспіра, Анну Ахматову, Емілі Дікінсон, Йосипа Бродського, Халіля Джібрана, Кабира, Одена та Семюеля Бекета.
Лауреатка низки державних нагород, у тому числі двох державних культурних нагород Естонії та ордена Білої зірки.

## Вибрані поезії
- Päevapildid (1978)
- Ööpildid (1980)
- Puudutus (1981)
- Salateadvus (1983)
- Vari ja viiv (1986)
- Armuaeg (1991)
- Kuuhobune (1992)
- Maailma asemel (1992)
- Hingring (1997)
- Mandragora (2002)
- Aja kuju (2005)
- Tähendused (2007)
- Lõige (2007)
- Deka (2008)
- Sa pole üksi (2011)
- Perekonnaalbum (2015)